# Бандата на Рабъл
„Бандата на Рабъл“ (на английски: Rubble & Crew) е канадски анимационен сериал, който е спиноф на сериала „Пес патрул“ и е продуциран от Spin Master Entertainment.
За разлика от оригиналния сериал, излъчен по TVOntario в Канада, „Бандата на Рабъл“ се излъчва по Treehouse TV и StackTV. Първият епизод на сериала е пуснат в официалния YouTube канал на сериала на 9 януари 2023 г., който е последван с американска премиера по Nickelodeon на 3 февруари 2023 г.

## Актьорски състав
- Лъкстън Хандспайкър – Рабъл
- Шаждех Кападия – Микс
- Алесандро Пуджиото – Чарджър
- Лиъм Маккена – Болти
- Алберта Болан – Тори
- Сабрина Джалс – Леля Крани
- Мартин Роуч – Дядо Пясъчко
- Лесли Адлам – кмет Грейтуей
- Кори Доран – Майстор Скорост/г-н Костенурко
- Девън Мак – Омар
- Джосет Хорге – Джунипър
- Микайла СуамиНейтън – Лукас
- Джонатан Лангдън – Магазинер Шели
- Палома Нунез – Камила
- Джонатан Тан – Карл
- Мишела Лучи – Сиера Спаркъл
- Дрю Скот – Ханк Хамър
- Чиханг Ма – Ривър
- Офира Калоф – Рейнджър Роуз
- Кай Харис – Райдър
- Ким Робърт – кмет Гудуей

## В България
В България сериалът започва излъчване по локалната версия на „Ник Джуниър“ на 4 септември 2023 г. в понеделник от 08:55.

### Нахсинхронен дублаж
| Роля            | Изпълнител                                              |
| --------------- | ------------------------------------------------------- |
| Рабъл           | Теодор Славов                                           |
| Болти           | Боян Николов                                            |
| Чарджър         | Тодор Тодоров                                           |
| Кмет Грейтуей   | Евгения Ангелова                                        |
| Леля Крани      | Михаела Тюлева                                          |
| Дядо Пясъчко    | Радослав Рачев                                          |
| Микс            | Жана Донева                                             |
| Камила          | Ангелина Русева                                         |
| Тори            | Явора Милчева                                           |
| Майстор Скорост | Цвети Пеняшки (първи сезон) Виктор Иванов (втори сезон) |

| Обработка | студио „Про Филмс“ |
| --------- | ------------------ |